# Obiettivi Canon EF 85mm
Gli obiettivi Canon EF 85mm sono una serie di obiettivi medio tele fissi prodotti da Canon che condividono la stessa lunghezza focale. Queste lenti hanno un attacco Canon EF, compatibile con corpi macchina Canon EOS.
Le lunghezze focali che vanno da 70mm a 200mm sono solitamente usate per i ritratti. La lunghezza focale di questa serie di obiettivi è pertanto all'estremità inferiore di questo intervallo. Questa lunghezza focale è solitamente usata per primi o primissimi piani, o per fotografia floreale. Ciò rende questa lente molto usata per fotografare matrimoni, compleanni ed altri eventi di gruppo.
Quando è utilizzata su una DSLR con sensore APS-C a formato ridotto, questi obiettivi hanno un angolo di campo equivalente a quello di un obiettivo 136mm utilizzato su sensore full frame. Con un corpo con sensore APS-H, l'angolo di campo equivalente è quello di un obiettivo 110mm.
Sono disponibili 4 obiettivi EF 85mm, dei quali 2 sono della serie L.
- Canon EF 85mm f/1.2L USM
- Canon EF 85mm f/1.2L II USM
- Canon EF 85mm f/1.4L IS USM
- Canon EF 85mm f/1.8 USM

## Canon EF 85mm f/1.2L USM
Il Canon EF 85mm f/1.2L USM è un obiettivo professionale serie L. Canon lo definisce come "la lente da ritratto definitiva", ed è spesso considerato essere una delle migliori lenti da ritratto mai prodotte. È la più lunga dei due obiettivi f/1.2 prodotti da Canon; l'altro è infatti il Canon EF 50mm f/1.2L. È costruito con un corpo e un attacco in metallo, con una ghiera di messa a fuoco in gomma ed estremità in plastica. Presenta inoltre una finestrella con le distanze di messa a fuoco e indice per la messa a fuoco per pellicole infrarosse. Un diaframma circolare ad 8 lamelle con apertura massima f/1.2 consente a quest'obiettivo di creare effetti di profondità e di sfocato molto gradevoli. Lo schema ottico comprende 8 elementi, tra cui una lente asferica, che rende quest'ottica molto nitida. Questa lente usa un sistema di messa a fuoco con elementi anteriori flottanti, grazie ad un motore USM ad anello. La velocità dell'autofocus di questa lente non è molto elevata, pertanto fotografare soggetti in rapido movimento può essere difficoltoso. La messa a fuoco manuale è consentita dalla ghiera, che però non ha una connessione diretta agli elementi della lente; pertanto, la messa a fuoco manuale è possibile solo quando la fotocamera è accesa. La lente frontale non ruota durante la messa a fuoco, ma si estende.

## Canon EF 85 mm f/1.2L II USM
Il nuovo Canon EF 85mm f/1.2L II USM è identico al precedente 85mm f/1.2L USM per quanto riguarda schema ottico e l'estetica, ma è stato aggiornato con un nuovo processore più veloce, un autofocus più veloce, ed elementi trattati per ridurre eventuali problemi di flare ed immagini fantasma quando utilizzato su DSLR.

## Canon EF 85mm f/1.4L IS USM
L'obiettivo Canon EF 85mm f/1.4L IS USM è l'ultimo obiettivo aggiunto alla serie degli 85mm. È stato introdotto nell'agosto 2017 e presenta un'apertura che è solo 1/3 di diaframma più chiusa del fratello 1.2. Contrariamente agli altri, ha la stabilizzazione IS di ultima generazione che garantisce un stabilizzazione equivalente a 4 stop. 

## Canon EF 85mm f/1.8 USM

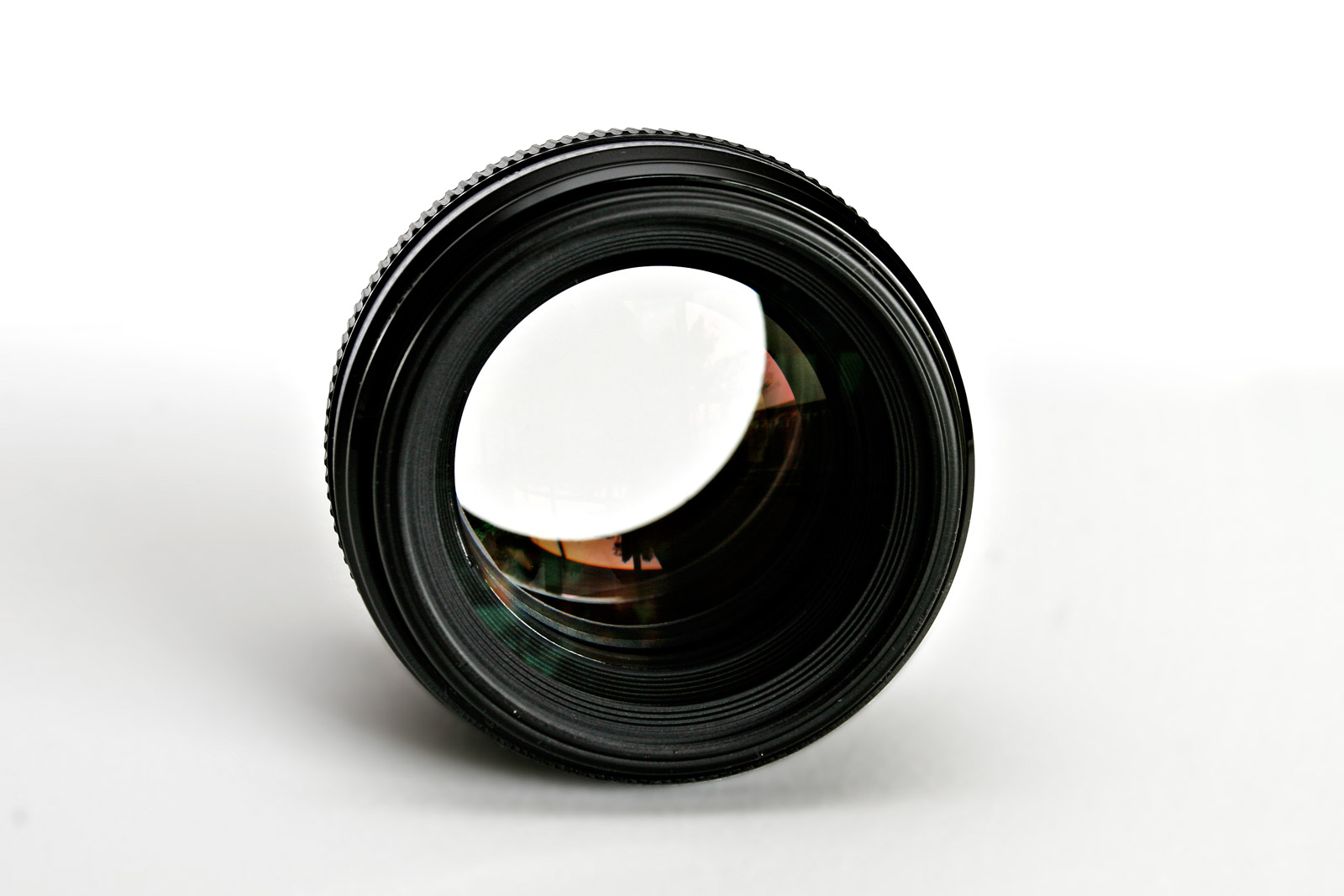
Una foto che mostra l'ampia apertura del Canon EF 85mm f/1.8 USM

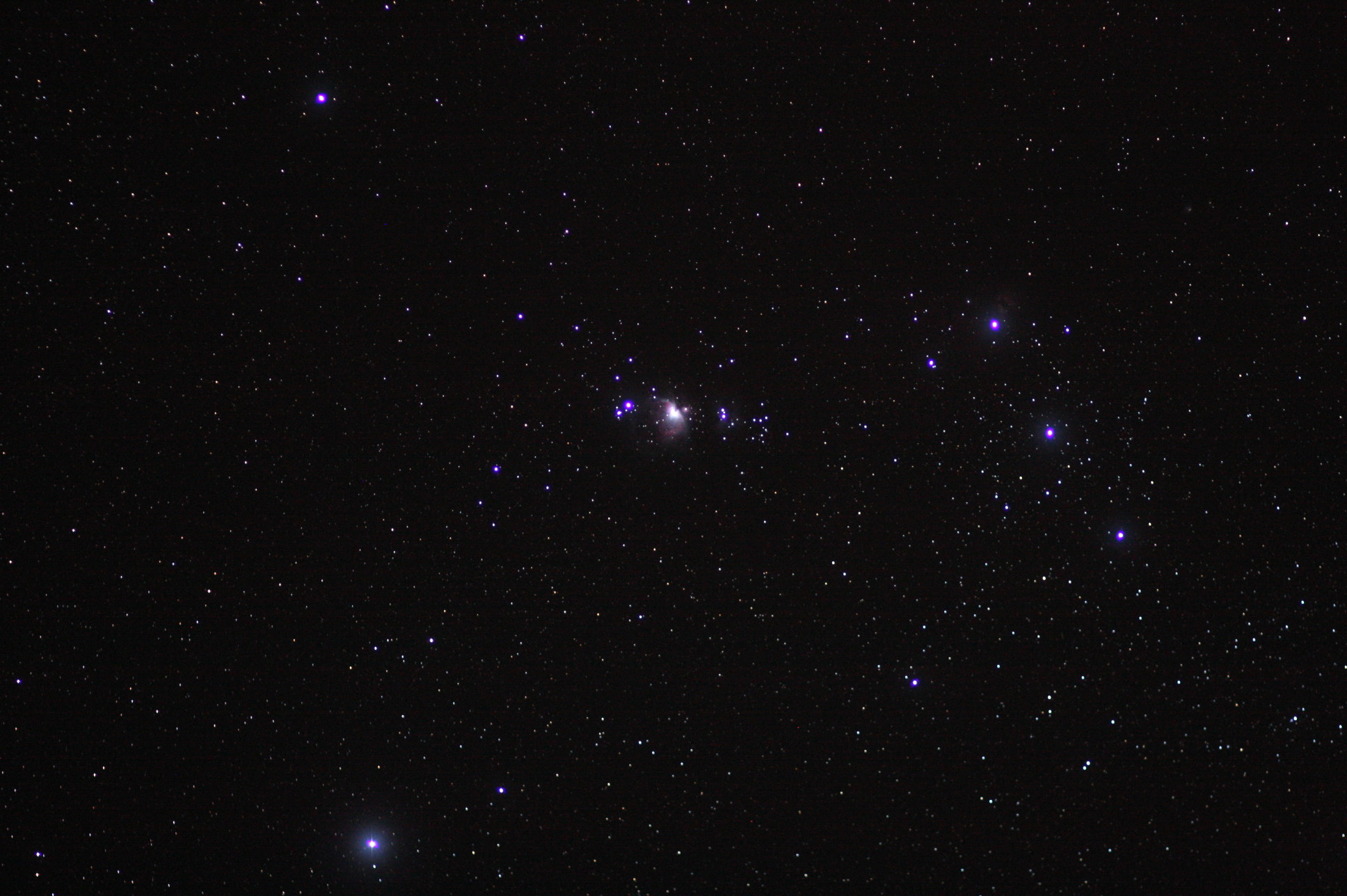
Foto delle stelle in Orione esposta per soli 8 secondi utilizzando il Canon EF 85mm f/1.8 USM

Il Canon EF 85mm f/1.8 USM è un obiettivo consumer. È il fratello minore del Canon EF 100mm f/2.0 USM, ed è costruito in modo molto simile; presenta un corpo in plastica ed un attacco in metallo. Ha una finestrella con le distanze di messa a fuoco ed un indice per la messa a fuoco con pellicole infrarosse. Un diaframma circolare con 8 lamelle consente di creare effetti di profondità e di sfocato apprezzabili. Lo schema ottico comprende 9 elementi, senza lenti particolari. Utilizza un sistema di messa a fuoco interno, grazie ad un motore USM ad anello; la messa a fuoco automatica è molto veloce. La lente frontale non ruota e non si estende durante la messa a fuoco.

## Specifiche tecniche
|                                   | Canon EF 85mm f/1.2L USM             | Canon EF 85mm f/1.2L II USM          | Canon EF 85mm f/1.8 USM         |
| Immagine                          |                                      |                                      |                                 |
|                                   | Caratteristiche                      |                                      |                                 |
| Costruttore:                      | Canon                                | Canon                                | Canon                           |
| Stabilizzatore d'immagine (IS):   | No                                   | No                                   | No                              |
| AF Ultrasonico (USM):             | Sì                                   | Sì                                   | Sì                              |
| Short back focus (EF-S):          | No                                   | No                                   | No                              |
| Macro:                            | No                                   | No                                   | No                              |
| Altre caratteristiche:            | Serie L                              | Serie L                              | -                               |
| Utilizzo tipico:                  | Obiettivo per ritratto professionale | Obiettivo per ritratto professionale | Obiettivo per ritratto consumer |
|                                   | Informazioni tecniche                |                                      |                                 |
| Tipo:                             | Obiettivo fisso                      | Obiettivo fisso                      | Obiettivo fisso                 |
| Lunghezza focale:                 | 85mm                                 | 85mm                                 | 85mm                            |
| Fattore crop:                     | 1.0x                                 | 1.0x                                 | 1.0x                            |
| Apertura (max/min):               | 1.2 / 16                             | 1.2 / 16                             | 1.8 / 22                        |
| Costruzione:                      | 7 gruppi/8 elementi                  | 7 gruppi/8 elementi                  | 7 gruppi/9 elementi             |
| n° lamelle del diaframma:         | 8                                    | 8                                    | 8                               |
| Distanza minima di messa a fuoco: | 0.95m                                | 0.95m                                | 0.85m                           |
| Ingrandimento massimo:            | 0.11x                                | 0.11x                                | 0.13x                           |
|                                   | Dimensioni                           |                                      |                                 |
| Diametro massimo:                 | 91.5mm                               | 91.5mm                               | 75.0mm                          |
| Lunghezza massima:                | 84mm                                 | 84mm                                 | 71.5mm                          |
| Peso:                             | 1025g                                | 1025g                                | 425g                            |
| Diametro del filtro:              | 72mm                                 | 72mm                                 | 58mm                            |
|                                   | Accessori                            |                                      |                                 |
| Paraluce:                         | ES-79II                              | ES-79II                              | ET-65III                        |
| Custodia:                         | LP1219                               | LP1219                               | LP1014                          |
|                                   | Angolo di campo                      |                                      |                                 |
| Orizzontale:                      | 24°                                  | 24°                                  | 24°                             |
| Verticale:                        | 16°                                  | 16°                                  | 16°                             |
| Diagonale:                        | 28°30'                               | 28°30'                               | 28°30'                          |
|                                   | Storia                               |                                      |                                 |
| Introdotto:                       | Settembre 1989                       | Marzo 2006                           | Luglio 1992                     |
| In produzione:                    | No                                   | Sì                                   | Sì                              |
|                                   | Informazioni di vendita              |                                      |                                 |
| Prezzo suggerito al pubblico      | -                                    | 1700 USD                             | 350 USD                         |